# Blies-Ébersing
Blies-Ébersing (deutsch Bliesebersingen) ist eine französische Gemeinde mit 600 Einwohnern (Stand 1. Januar 2022) im Département Moselle in der Region Grand Est (bis 2015 Lothringen). Sie gehört zum Arrondissement Sarreguemines.

## Geografie
Die Gemeinde Blies-Ébersing liegt an der Blies, die im Norden die Grenze zu Deutschland bildet.
Nachbargemeinden von Blies-Ébersing sind Mandelbachtal (Saarland) im Norden, Bliesbruck im Osten, Wiesviller im Südosten, Sarreinsming im Südwesten, Saargemünd im Westen sowie Frauenberg im Nordwesten.

## Geschichte
Der Ort wurde am 1. April 1272 erstmals urkundlich in den Saarbrücker Regesten erwähnt und 1393 als Eburchingen genannt.

### Bevölkerungsentwicklung

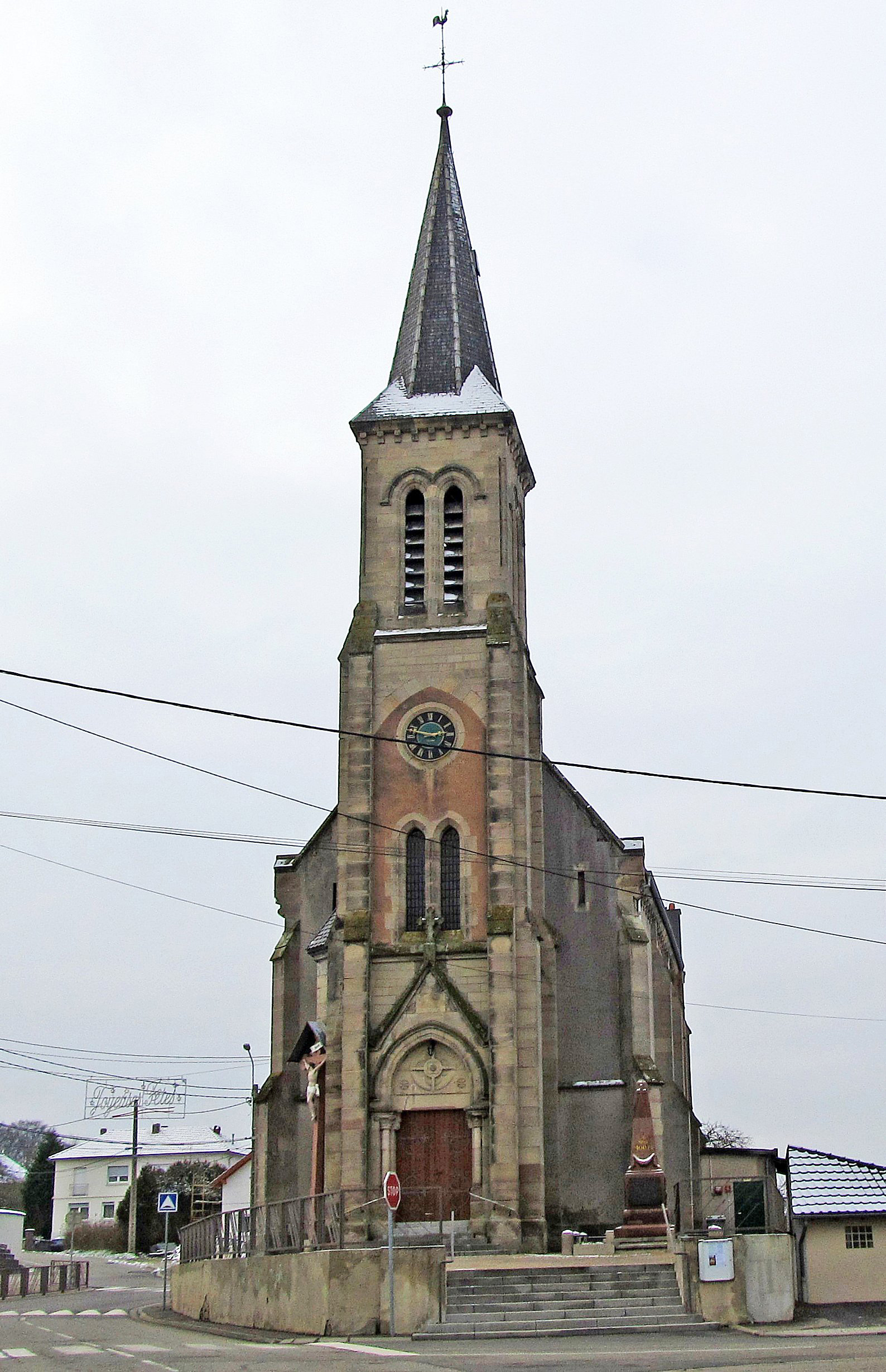
Kirche Saint-Hubert

| Jahr      | 1962 | 1968 | 1975 | 1982 | 1990 | 1999 | 2007 | 2012 | 2019 |
| Einwohner | 360  | 369  | 423  | 457  | 479  | 529  | 568  | 620  | 619  |